# Sjabbatkaarsen

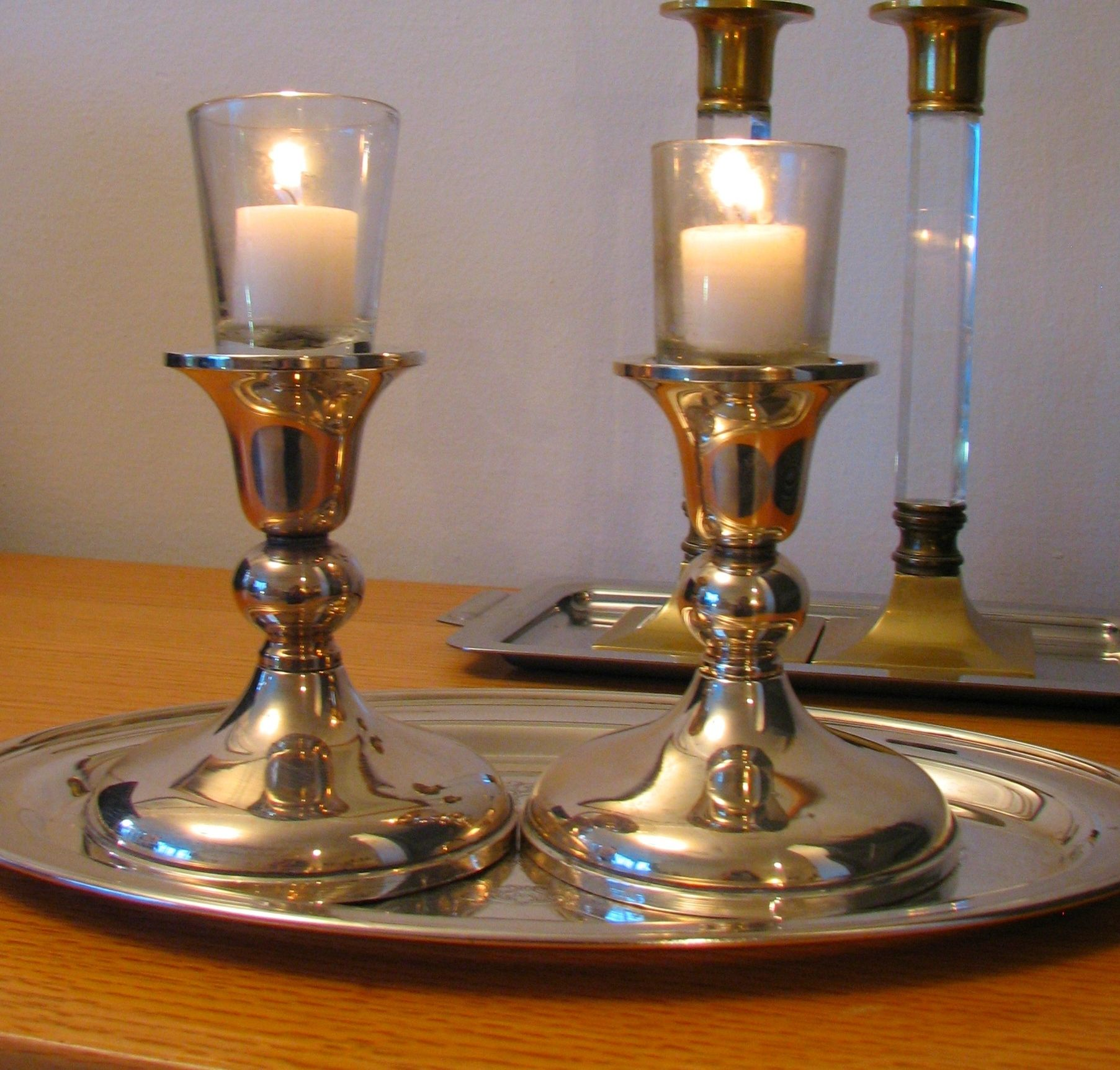
Brandende sjabbatkaarsen

Het aansteken van de sjabbatkaarsen of sjabbeskaarsen (Hebreeuws:נרות שבת) is een rabbinaal voorschrift. Het aansteken van de kaarsen wordt in het Hebreeuws Hadlakat Neerot genoemd (הדלקת נרות), in het Nederlands-Jiddisch wordt ook wel gesproken over het ontzinden.
Op vrijdagavond, erew sjabbat (de vooravond van sjabbat) worden naar eeuwenoud voorschrift in het jodendom, de kaarsen tot achttien minuten voor zonsondergang (sjekie'a) aangestoken.
Het is gebruikelijk dat de vrouw des huizes namens het gezin de kaarsen aansteekt.

## De oorsprong van de mitswa
Het voorschrift is zo oud dat dat er in de Talmoed (ongeveer 1500 jaar geleden opgeschreven) geen discussie over het aansteken zelf te vinden is, maar slechts een discussie over welk materiaal gebruikt moet worden om aan het voorschrift te voldoen. De meeste rabbijnse autoriteiten stellen dat de mitswa om sjabbatkaarsen aan te steken van rabbinale oorsprong is.
Volgens de traditie dient het ontzinden een dubbel doel:
- Kewod sjabbat, het eren van de sjabbat (כבוד שבת) en oneĝ sjabbat, het genoegen van de sjabbat (עונג שבת)
- Vanwege sjalom bajiet (שלום בית), ofwel huiselijke vrede

## Twee kaarsen
Voor getrouwde vrouwen is het gebruikelijk om minimaal twee kaarsen aan te steken. Sommigen hebben de gewoonte een extra kaars voor ieder kind aan te steken. Wanneer er slechts één kaars beschikbaar is, is dit voldoende en zegt men daar de beracha (zegening) over. Twee kaarsen verdient echter de voorkeur.
De twee kaarsen staan symbool voor het dubbele gebod van de Thora in de Tien geboden, waar in Sjemot (Exodus 20,8) en Dewariem (Deuteronium 5,12) respectievelijk wordt gesproken over "Gedenk (זכור) de Sjabbat" en "Houd je (שמור) aan de Sjabbat".

## De beracha
Bij het ontzinden bedekt de vrouw met haar hand haar ogen, en zegt met haar ogen dicht de volgende beracha (zegening) over de kaarsen:
Baroech Ata Ado-naj Elo-heenoe Melech Ha-Olam, Asjer Kiedesjanoe Be'Mitzwotaw, Wetziewanoe Le-Hadliek Neer Sjel Sjabbat.

Vertaling: Geprezen, U Eeuwige, onze God, Koning van de wereld die ons door Zijn geboden een bijzondere taak heeft opgelegd en ons het aansteken van het Sjabbat-licht heeft opgedragen.
Na het aansteken kijkt men recht naar het licht en dient te worden geconcentreerd op de gedachte van sjabbes. De kaarsen staan niet alleen symbool voor de vrede en de harmonie, maar zijn ook een bron van zegen. Veel vrouwen hebben dan ook de gewoonte persoonlijke gebeden toe te voegen.
De reden dat de vrouw de ogen bedekt is omdat met het uitspreken van de beracha zij de sjabbes op zich neemt. Dit houdt in dat zij na het zeggen van de beracha (het is voor hen dan sjabbes) geen van de 39 melachot kan verrichten (verboden activiteiten op sjabbes), waaronder het maken van vuur. Wanneer een vrouw de sjabbes nog niet op zich wil nemen met het aansteken van de kaarsen, dient zij dit duidelijk in haar gedachten te hebben bij het aansteken van de kaarsen en het zeggen van de beracha. De procedure voor het aansteken van de kaarsen blijft echter onveranderd.
Voor de overige familieleden begint de sjabbes op vrijdagavond op de officiële tijd, of door het zeggen in sjoel van de 92e psalm ("Een gezang voor de Sjabbat-dag") in de Kabbalat sjabbat (Verwelkomen van de sjabbes) gebedsdienst, welke van de twee zich het eerst voordoet.

## Voorschriften omtrent het aansteken
In principe steekt men ter ere van de sjabbat nieuwe kaarsen die minstens tot het begin van de avondmaaltijd op sjabbes branden, of minimaal totdat men uit sjoel is teruggekeerd, zodat het licht van nut is.
Het is belangrijk om in een vreugdevolle stemming te zijn bij het aansteken van de kaarsen. Veel vrouwen hebben het gebruik om voor het aansteken van de kaarsen wat geld opzij te leggen voor tsedaka.
Bij het aansteken van de kaarsen wordt al, indien mogelijk, fraaie kleding (sjabbes-kleding) gedragen. Men steekt de lont van de kaars over een zo groot mogelijke lengte aan, zodat de vlam direct goed zal branden.
De kaarsen worden aangestoken bemakom achiela, de plaats waar het gezin de hoofdmaaltijd zal nuttigen. Het heeft de voorkeur op of nabij de eettafel aan te steken. Er dient genoeg licht van de kaarsen te komen om van nut te zijn.
De Talmoed-geleerden hebben vanwege kewod sjabbat en sjalom bajiet vastgelegd dat elke kamer die men op sjabbat gebruikt, licht dient te branden.
De vrouw die niet thuis is steekt in het huis waar zij te gast is twee kaarsen aan. Wanneer de man ver van huis of voor langere tijd weg is, verdient het de voorkeur dat hij ook zelf aansteekt, tenzij hij verblijft in een gezin waar de vrouw des huizes namens hem aansteekt.